# Kościół św. Polikarpa w Izmirze
Kościół św. Polikarpa w Izmirze (tur. Aziz Polikarp Kilisesi) – rzymskokatolicka świątynia znajdująca się w mieście Izmir (dawniej Smyrna), w prowincji Izmir, w zachodniej Turcji.
Patronem kościoła jest żyjący na przełomie I i II wieku n.e. biskup Smyrny, św. Polikarp.

## Historia

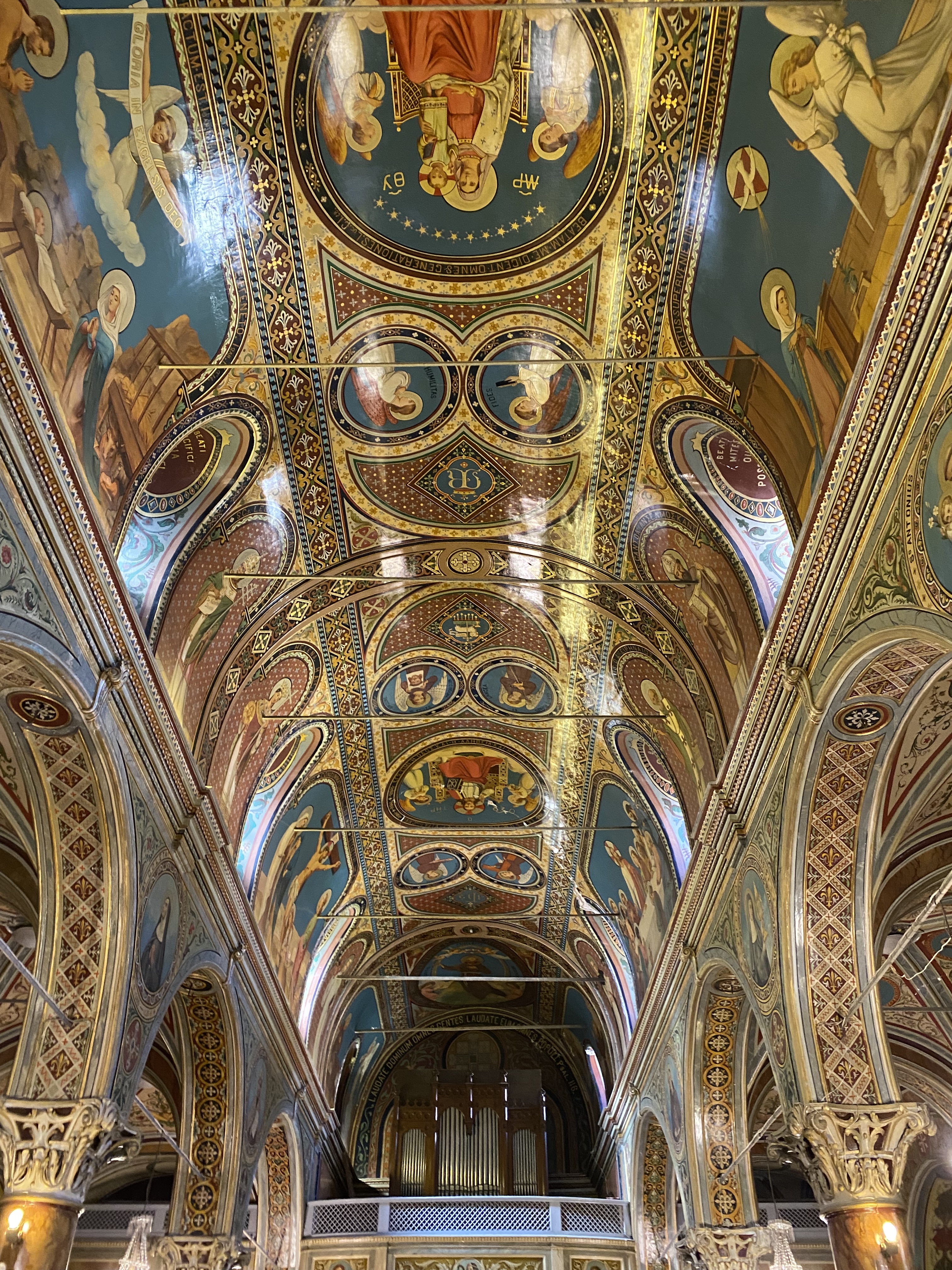
Sklepienie świątyni z polichromiami (2022)

Kościół św. Polikarpa jest najstarszym zachowanym kościołem w Izmirze i jednym z najstarszych budynków w mieście. Znajduje się w dzielnicy Konak, u zbiegu ulic: Akdeniz Mahallesi, Gazi Osman Paşa Bulvarı, Necatibey Bulvarı i Kazım Dirik Caddesi. Został zbudowany w 1625 roku na prośbę króla Francji Ludwika XIII, za zgodą sułtana Sulejmana. Przekazany został zakonowi kapucynów; w późniejszym okresie dobudowano do niego klasztor. W 1688 roku zespół budynków został zniszczony w wyniku trzęsienia ziemi i będącego jego następstwem pożaru, po czym w latach 1690–1691 został odnowiony i przebudowany.
Podczas pożaru miasta w 1742 roku ani kościół, ani otaczająca go dzielnica francuska nie zostały uszkodzone, co przypisuje się wstawiennictwu św. Polikarpa. Jednak już w kolejnym pożarze, w 1763 roku, klasztor doszczętnie spłonął, a kościół został poważnie uszkodzony. W latach 1774–1775 za zgodą władz osmańskich i przy wparciu króla Ludwika XVI świątynię odbudowano i przekształcono w trójnawową bazylikę. W 1820 roku w jej wnętrzu zawieszono marmurową tablicę w podzięce dla króla Ludwika.
W latach 1892–1898 kościół został rozbudowany (dobudowano do niego kaplice) oraz ozdobiony polichromiami wykonanymi przez Raymonda Charlesa Péré’ego, który był mieszkającym w Smyrnie francuskim artystą, architektem i malarzem, autorem m.in. projektu smyrneńskiej wieży zegarowej. Polichromie przedstawiają sceny z życia Polikarpa. Na jednej z nich Péré sportretował samego siebie – jako postać ze związanymi rękami znajdującą się po lewej stronie malowidła przedstawiającego męczeństwo świętego.
W 1922 roku budynek spłonął podczas wielkiego pożaru Smyrny. Odbudowany w obecnym kształcie w 1929 roku.
W 2020 roku kolejne trzęsienie ziemi częściowo uszkodziło wnętrze i przylegającą do kościoła dzwonnicę.

## Architektura
Świątynia w układzie bazylikowym, wybudowana z kamienia oraz cegły na rzucie prostokąta, trójnawowa, orientowana. W narożniku południowo-zachodnim kościoła znajduje się ośmioboczna dzwonnica kryta hełmem.

## Galeria

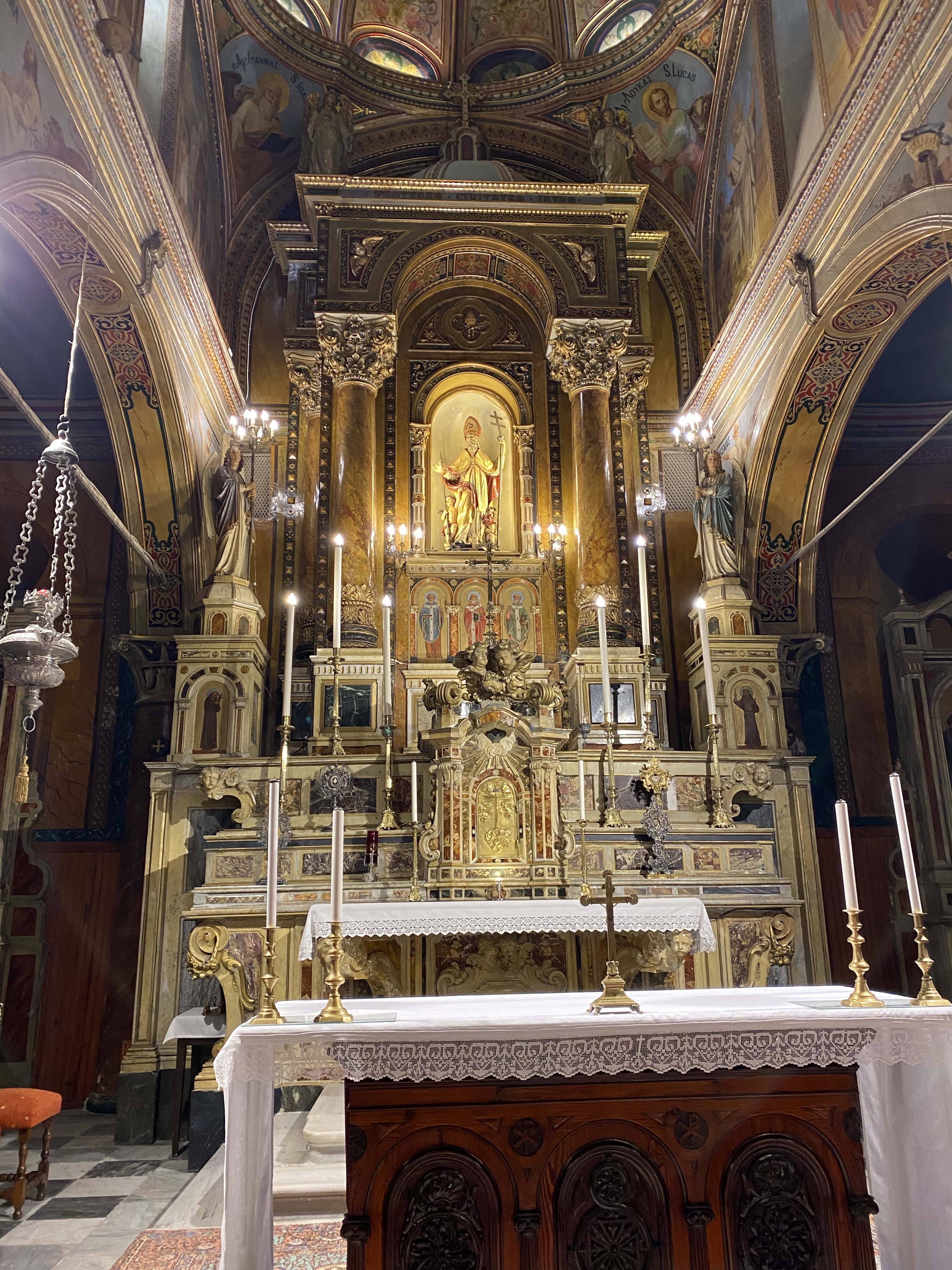
Ołtarz kościoła św. Polikarpa (2022)
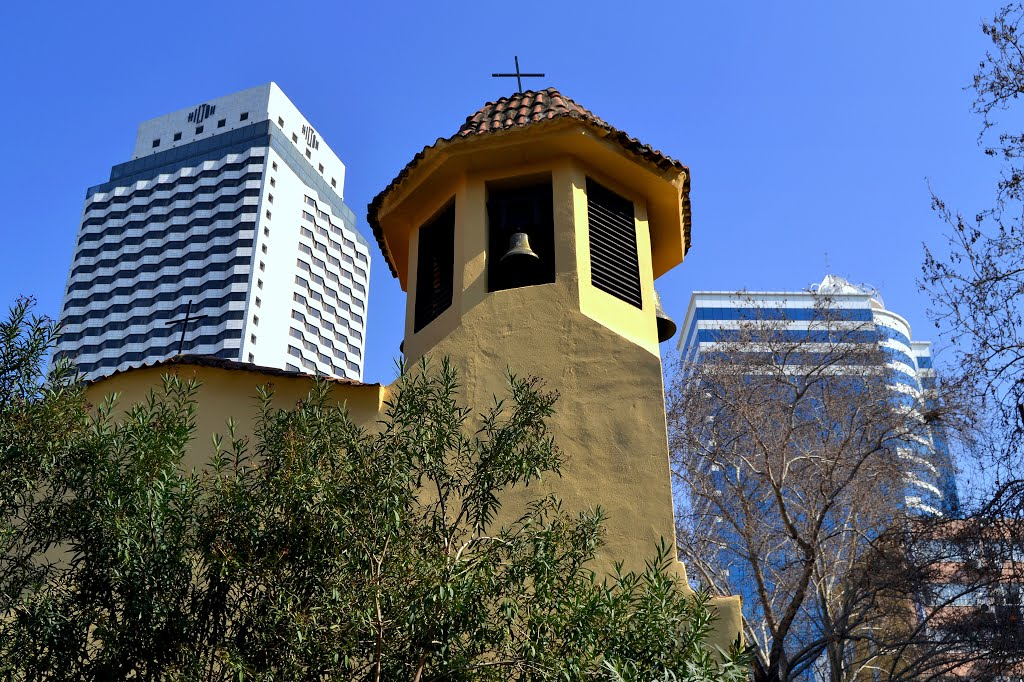
Dzwonnica (2016)